# گربناو
شهر گربناودر ایالت هسن در کشور آلمان واقع شده‌است.
ارتفاع این شهر از سطح دریا ۲۲۰ تا ۳۵۰ متر است.